# Superputere

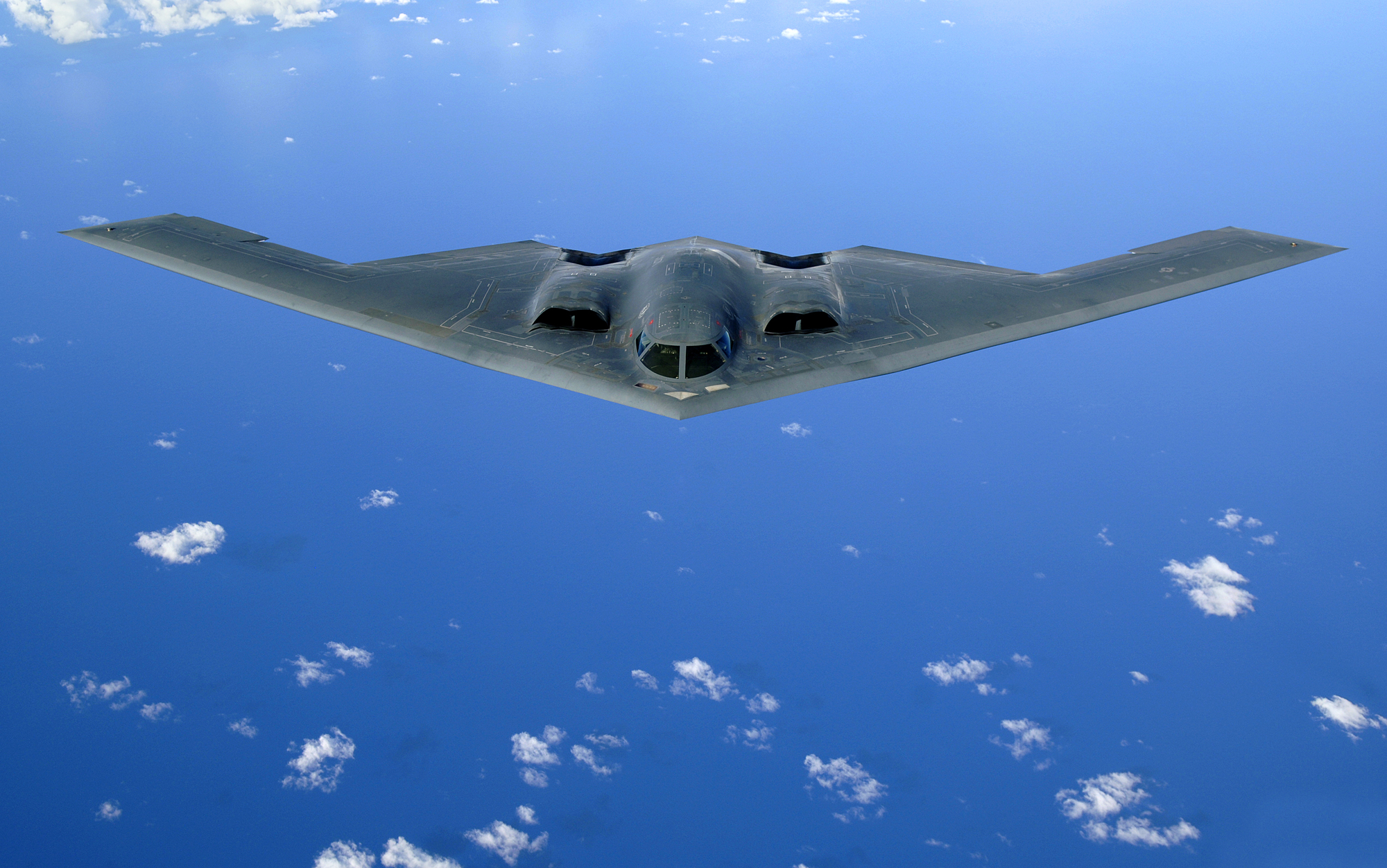
Mijloc de proiectare globală a forţei şi totodată dovadă a avansului tehnologic: Bombardier strategic greu detectabil Northrop Grumman B-2 Spirit

O superputere sau supraputere este un stat care are capacitatea de a influența evenimentele sau își exercită puterea la scară globală, situându-se la alt nivel decât toate celelalte puteri. În zilele noastre, asta implică o mare putere economică  și științifico-tehnologică, o populație numeroasă și forțe armate puternice, inclusiv forțe aeriene, spațiale și un arsenal de arme de distrugere în masă.

## Origini

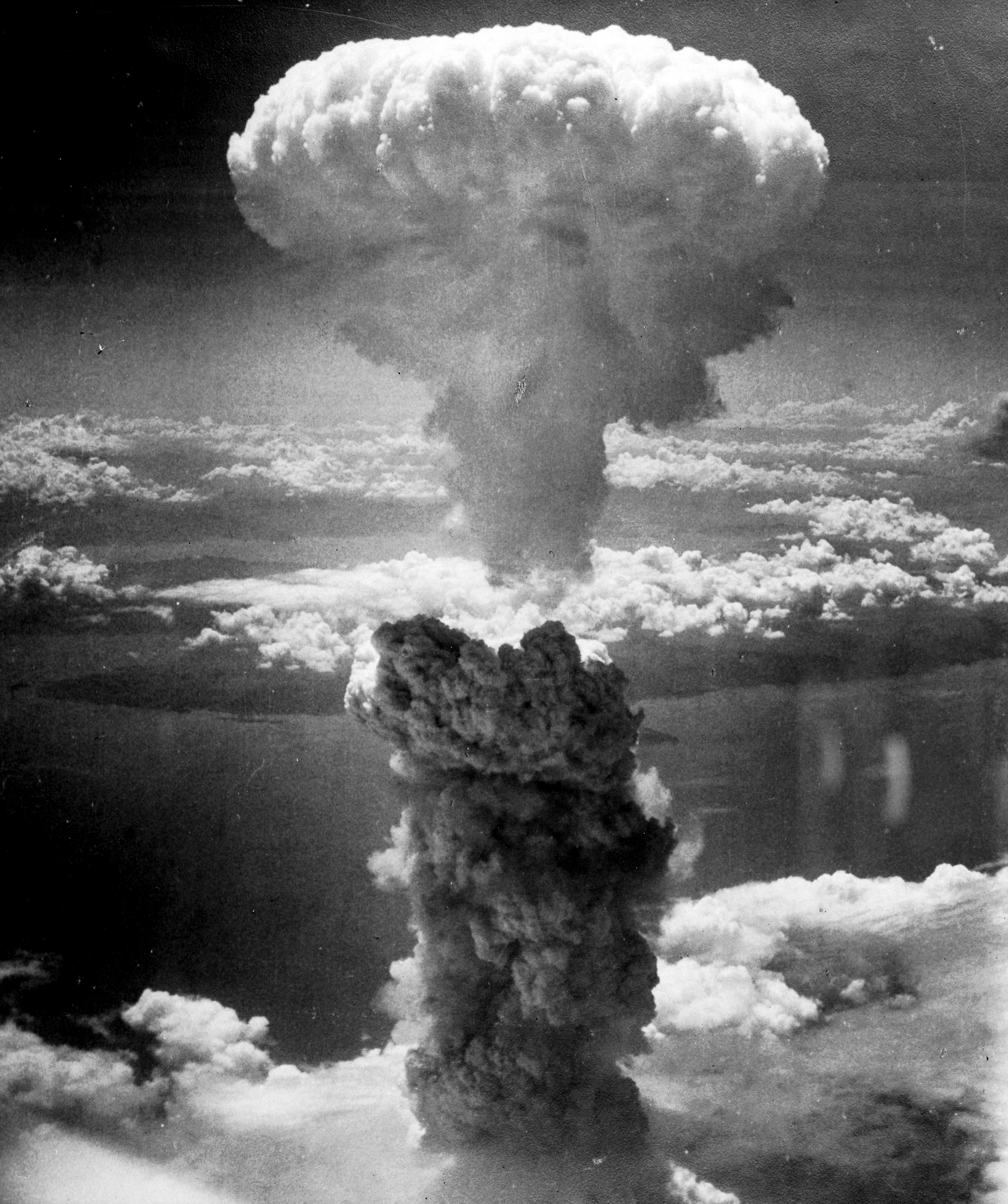
Ciupercă atomică în urma bombardamentului american de la Nagasaki, 9 august 1945 - SUA devine prima putere nucleară

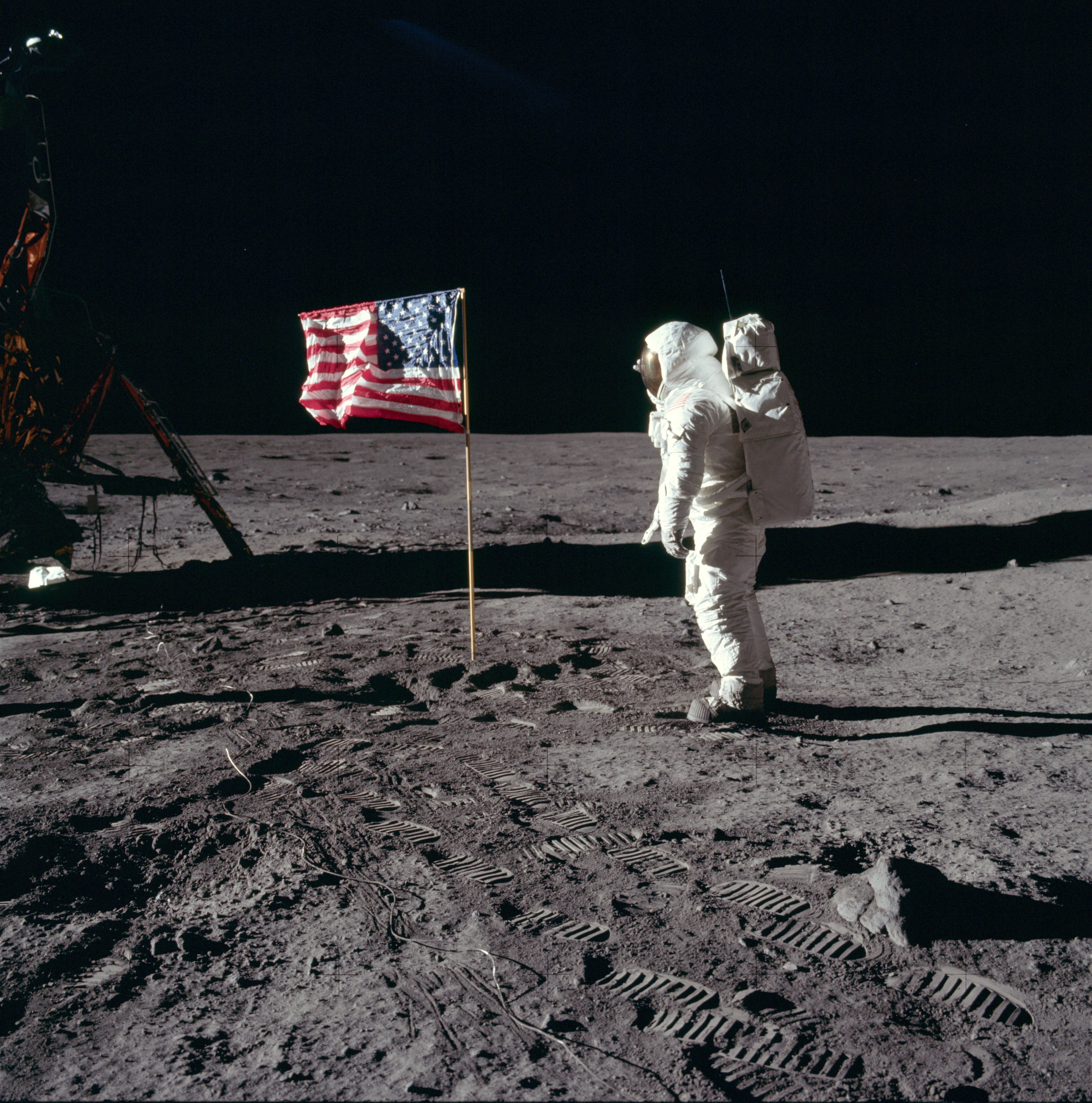
Aselenizarea cu succes din 1969 a făcut ca SUA să devină superputerea spațială

Reagan și Gorbaciov - liderii celor două mari superputeri

Barack Obama și Vladimir Putin

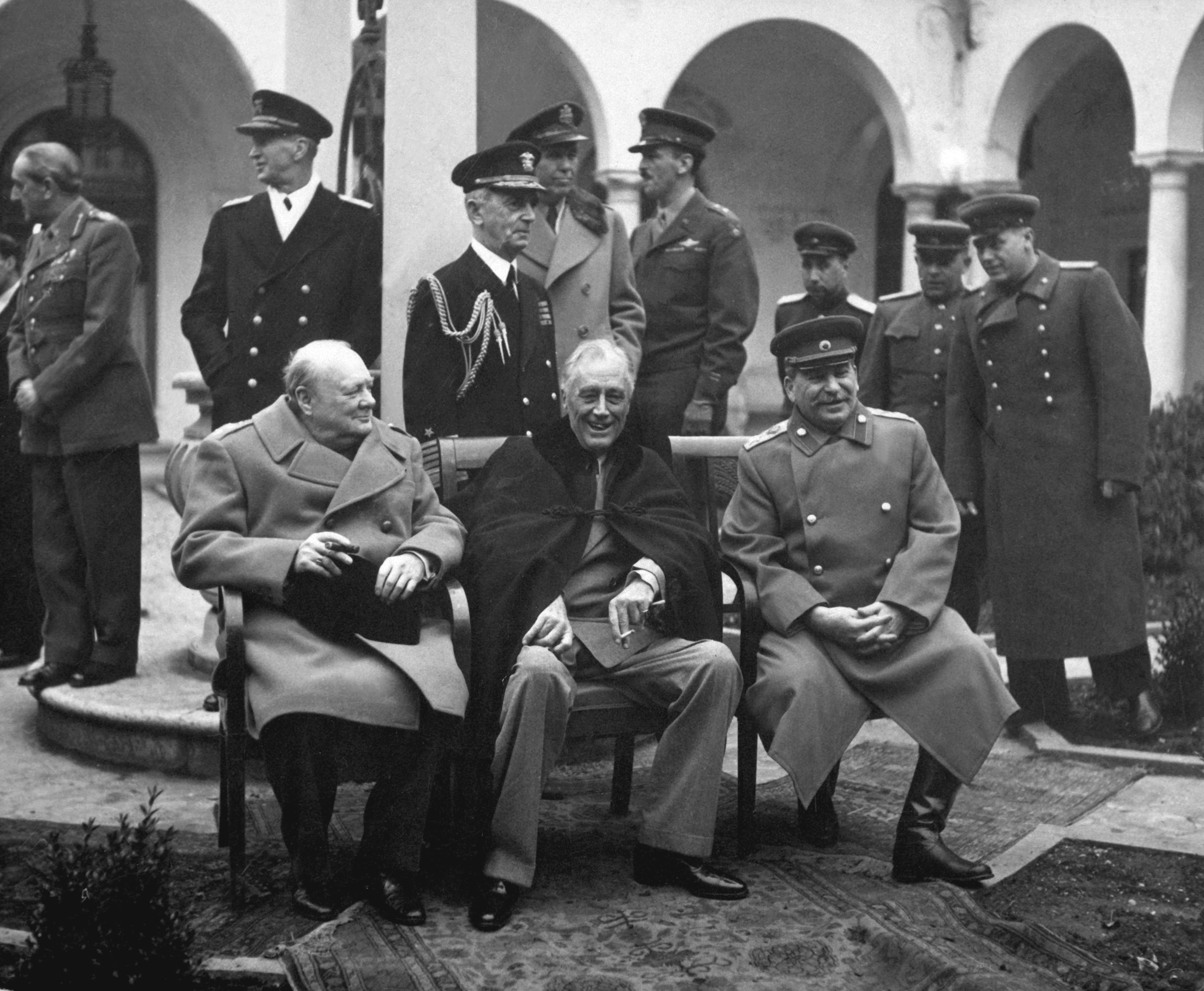
„Cei trei mari”

La sfârșitul celui de-al doilea război mondial, Statele Unite ale Americii s-au afirmat pe scena internațională ca una dintre cele două puteri dominante ale lumii. Cum cea mai mare parte a războaielor au fost purtate departe de granițele naționale ale SUA, țara nu a suferit distrugerile economice mari și pierderile de vieți omenești din rândurile populației civile care au marcat majoritatea țărilor din Europa sau Asia în perioada războiului. La sfârșitul războiului, SUA construise o infrastructură industrială și tehnologică care au făcut ca forțele militare americane să fie cele mai puternice din lume.
La sfârșitul războiului, o bună parte a Europei a fost ocupată de Uniunea Sovietică care era condusă de Iosif Vissarionovici Stalin. În ciuda încercărilor de a crea coaliții multinaționale sau organisme legislative internaționale (precum ONU), devenea din ce în ce mai clar că cele două mari țări învingătoare, având vederi diferite asupra organizării lumii postbelice, SUA și URSS, deveneau puterile economice și politice dominante în nou izbucnitul război rece.
Termenul de superputere a fost prima oară folosit în acest context în anul 1930, conform Oxford English Dictionary, dar nu a devenit o caracterizare acceptată pentru SUA și URSS până la sfârșitul războiului. În perioada anilor ’20, termenul era folosit mai degrabă pentru a descrie electrificarea.
La încheierea celui de-al doilea război mondial, cele două țări, SUA și URSS, au devenit parte a unei lumi noi, bipolare, care se deosebea de lumea multipolară antebelică. În anii ce au urmat, mai multe națiuni au inițiat programe care să le garanteze propriul statut de superputeri independente. Astfel, Regatul Unit, China și Franța au dezvoltat propriul program de arme nucleare, atât în încercarea de câștiga independența față de URSS și SUA, cât și din dorința de a juca un rol mai important pe scena politică mondială.
Ideea că Războiul Rece a evoluat numai în jurul celor două națiuni, sau în jurul celor două blocuri politico-militare rivale, a fost puternic contestată de istorici după prăbușirea Uniunii Sovietice. Lumea bipolară nu a existat  decât dacă sunt ignorate diferitele mișcări și conflicte care au apărut fără a fi influențate de cele două așa-numite superputeri. În plus, cele mai multe dintre conflictele dintre cele două superputeri au fost duse în așa-numitele războaie prin mandat.
După dezintegrarea Uniunii Sovietice în ultimul deceniu al secolului al XX-lea, termenul de hiperputere a fost atribuit Statelor Unite ale Americii, ca unica superputere rămasă după terminarea Războiului Rece. Acest termen a fost prima oară folosit de ministrul francez de externe Hubert Védrine în anii ’90. Dacă această descriere a SUA ca hiperputere este corectă, se mai discută încă. Un adversar important al teoriei hiperputerii este Samuel P. Huntington, el considerând că lumea de azi este una mai degrabă una a unei balanțe a puterii multipolare.

## Caracteristici

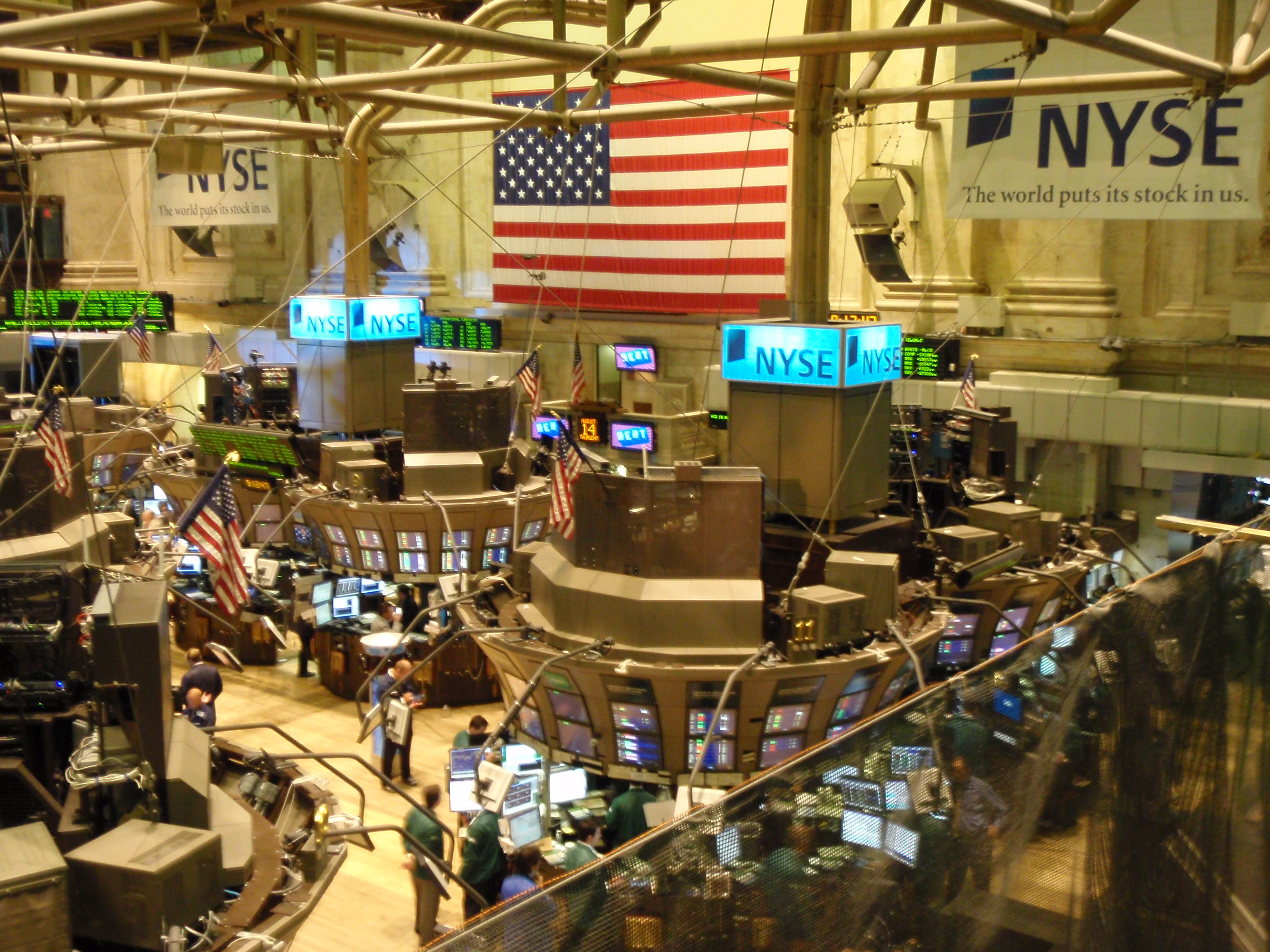
New York Stock Exchange

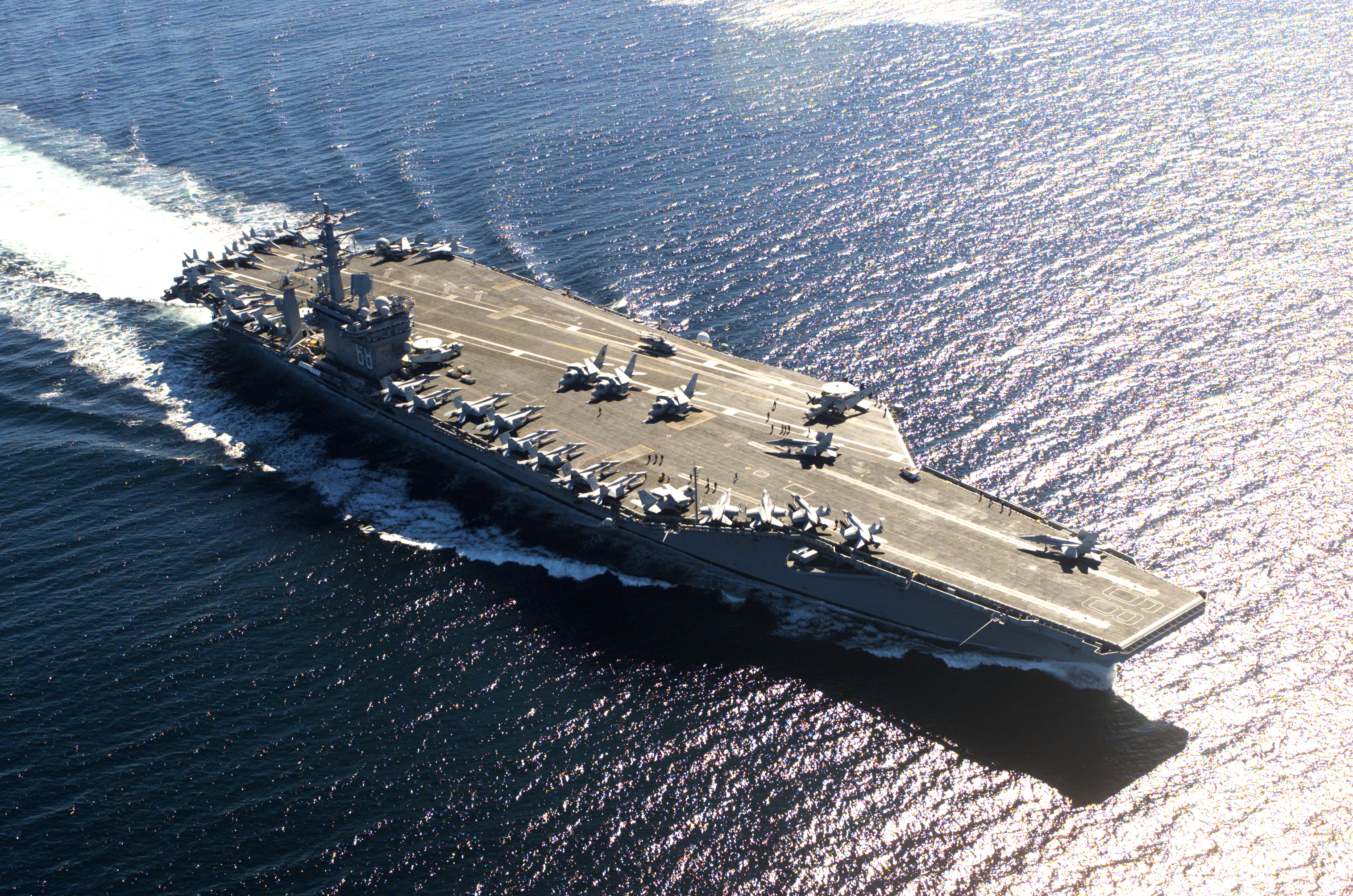
USS Nimitz

Criteriile de o superputere nu sunt clar definite  și drept consecință, ele pot să difere între surse.
Potrivit lui Lyman Miller, "Componentele de bază ale statutului de  superputere pot fi măsurate pe patru planuri: militar, economic, politic și cultural (sau dupa cum a numit-o politologul Joseph Nye -" Soft power ").
În opinia lui Kim Richard Nossal de la Universitatea Queens, "în general, acest termen a fost folosit pentru a semnifica o comunitate politică, care   ocupa  o suprafața continentala, are  o populație considerabilă ; o capacitate economică supraordonata, dispune de   ample livrări  de alimente și resurse naturale, care se bucura de un grad ridicat de independenta la nivel  internațional, care sprijina celelalte natiuni sau puteri majore  și care  are o capacitate nucleară bine dezvoltată.
În opinia profesorului Paul Dukes, "o superputere trebuie să fie capabila să realizeze o strategie globală, inclusiv posibilitatea de a distruge lumea, de a comanda vastul potențial economic și a o influența, și să prezinte o ideologie universală". Deși, "multe modificări pot fi făcute la această definiție de bază".  Potrivit profesorului  June Teufel Dreyer, "o superputere trebuie să fie capabila de a proiecta puterea, soft si hard, la nivel global."

## Superputerile în istorie

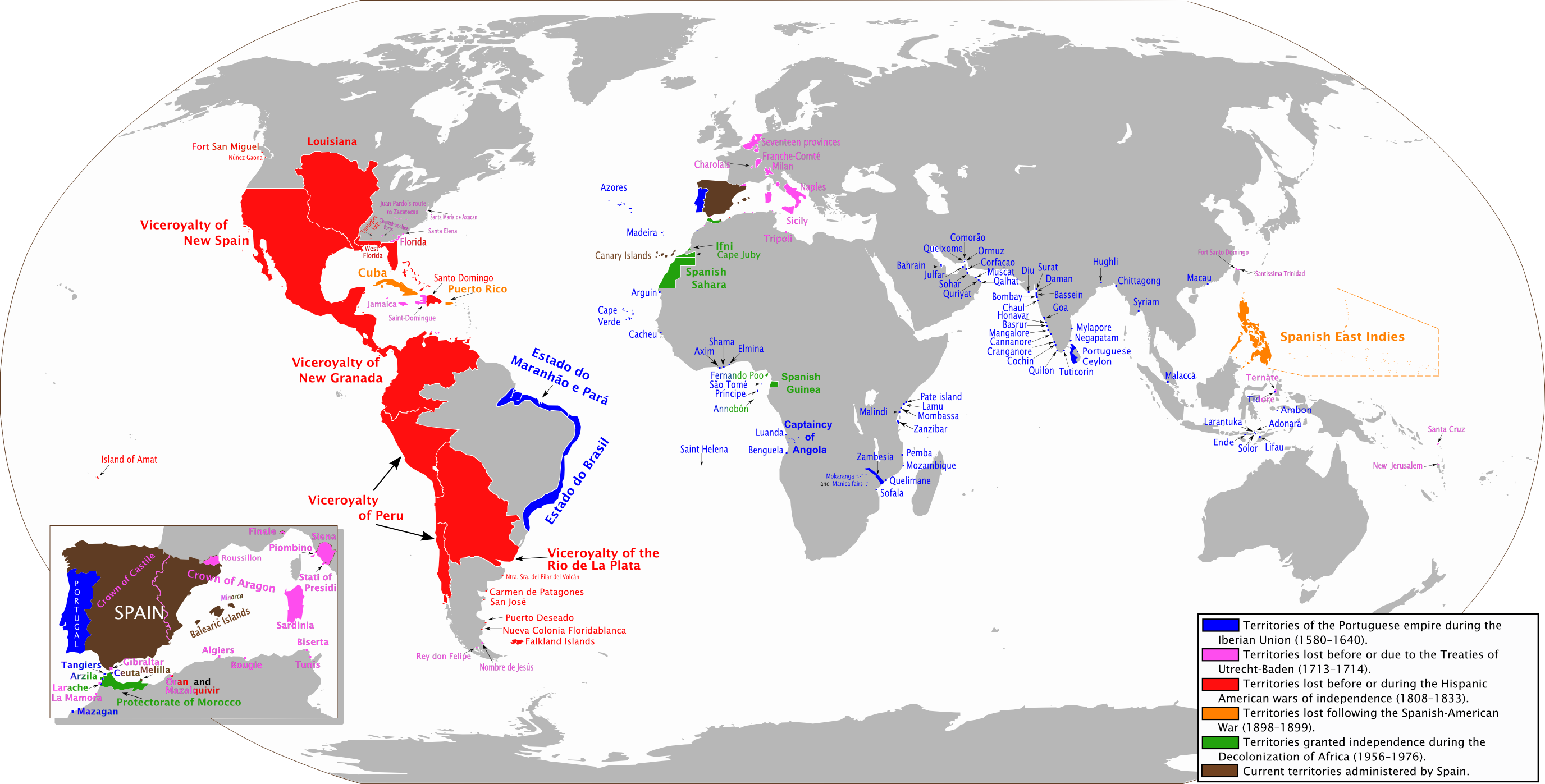

Deși termenul de superputere este unul inventat de puțină vreme, caracterizarea a fost aplicată retroactiv unor puteri militaro-economice din trecut, din antichitate pânǎ  în prezent:
1. Unul dintre cele mai vechi imperii a fost Imperiul Babilonian, cu o bogătie de neegalat, care a dominat cultural și militar  Orientul Apropiat si Mijlociu și zonele învecinate.Babilonul a fost   cetatea prospera si cel mai dezvoltat oras din punct de vedere cultural,arhitectural,administrativ,economic si social din lume, in secolele VII-VI i.Hr.
2. Imperiul Persan a fost cel mai întins imperiu oriental, care a dominat Asia de Sud și de Sud-Vest. Satrapiile Medo- Persiei erau aproape independente fata de puterea centrala.
3. Imperiul Macedonean a fost un imperiu euroasiatic format  într-un deceniu prin victoriile lui Alexandru cel Mare, teritoriile fostului imperiu persan fiind  înglobate de acesta.Chiar daca nu a fost durabil si nu a avut continuitate, a lăsat în urma sa elenismul ca mostenire culturala spatiului mediteranean.
4. Imperiul Roman stăpânea cea mai mare parte a Europei, Africii de Nord și Asia Mică.Dominatia  Romei se întindea de la Insulele Britanice pana în Africa de Nord, Egipt si Eufrat. Roma a devenit centrul lumii meditarenene,precum si centrul antichitatii. Avea o economie dezvoltata, o societate bine organizata si o tehnologie si infrastructura  foarte avansata  pentru acele vremuri.Avea cea mai puternica si disciplinata armata din aceea vreme.  Imperiul Roman a rămas, constant, reperul principal pentru orice vis imperial autentic pentru personalitati ca: Iustinian, Carol cel Mare, Otto II, Petru cel Mare,  Napoleon si Mussolini.Dupa prabusirea Imperiului Roman de Apus , Imperiul Bizantin a devenit mostenitorul oriental al acestuia, fiind singurul stat centralizat medieval pana in secolul XIII.Pana la finalul mileniului I e.n., se vor forma Imperiul Carolingian si Sfantul Imperiu Roman avand ca reper Imperiul Roman.
5. Imperiul Chinez a avut multă vreme cea mai puternică flotă din lume, neîntrecută ca număr până la începutul secolului al XIX-lea.A fost format din secolul al III-lea i.e.n., iar dinastia Han a reprezentat epoca de aur privind progresul tehnologic , economic si cultural si a lăsat ca mostenire mecanismele etice si spirituale ce calauzesc si acum milioane de chinezi.Desi a fost izolata secole de-a randul si nestiuta de occident, a practicat comertul prin intermediul Drumului Mǎtǎsii.
6. Imperiul Mongol se întindea din Asia de Sud-est până în Europa Răsăriteană datorita cuceririlor lui Ginghis Han, fiind considerat cel mai mare imperiu pe uscat din istorie.
7. Dupa cucerirea Constantinopolului, in secolele al XVI-lea și al XVII-lea, Imperiul Otoman se întindea de la Strâmtoarea Gibraltar până la Golful Persic și a luptat cu națiunile europene în încercarea de a avansa în inima continentului, pornind din Balcani.
8. Pe durata Siglo de Oro, Imperiul Spaniol stăpânea întinse teritorii din Italia, Germania, Portugalia, Țările de Jos, ca și numeroase colonii în America, Africa și Asia.
9. După câștigarea independenței de sub dominația spaniolă, Imperiul Olandez a reușit să cucerească numeroase colonii pe tot globul.
10. De-a lungul timpului, Franța a reușit în mai multe rânduri să aibă cea mai numeroasă armată, având colonii în Africa Occidentală, Americile de Nord și de Sud și Asia de Sud-est.Primul Imperiu Francez realizat de Napoleon, desi a rezistat foarte putin timp, a avut  impact  pe termen lung, iar   victoriile armatei franceze   au diseminat ideile revoluției franceze în toată Europa. Sistemul senioral a fost abolit oriunde ajungeau armatele franceze, privilegiile aristocratice au fost eliminate aproape peste tot (cu excepția Poloniei), iar introducerea codului civil napoleonian pe tot continentul i-a făcut pe oameni egali în fața legilor.
11. În momentul de maximă dezvoltare de la sfârșitul secolului al XIX-lea și începutul secolului al XX-lea, Imperiul Britanic stăpânea un sfert din teritoriul Pământului cu o treime din populația planetei. Se spunea că "soarele nu apune niciodată în Imperiul Britanic." deoarece datorită extinderii imperiului, soarele strălucea în cel puțin unul dintre teritoriile sale.  Reformele sale politice si culturale  au influentat destinul multor tari ocupate, lucru vizibil in utilizarea extinsa a limbii engleze, limba standard-universala de comunicare din prezent.Imperiul Britanic este considerat de istorici ca fiind cel mai mare imperiu din istorie.
12. Imperiul Rus succesor al Țaratului Rus si predecesorul Uniunii Sovietice, Imperiul Tarist a rezistat de la domnia lui Petru cel Mare pana la Revolutia Bolsevica.A fost al treilea imperiu ca intindere dupa Imperiul Britanic si Imperiul Mongol, cuprinzand in secolul al XIX-lea intreaga Euriasia, Europa de Est, precum si Alaska.
13. Germania nazistă condusa de Hitler sau  al Treilea Reich, fiind o putere militara, economica, industriala si tehnologica avansata, a provocat Al Doilea Razboi Mondial, ocupand aproape intreg continentul european pentru scurt timp. Imperiul Japonez care a făcut parte din Puterile Axei in cel de-al doilea razboi mondial a ocupat Asia de sud-est si portiuni din Oceanul Pacific.

Este mai greu de apreciat dacă imperiile mentionate fac parte sau nu din această categorie  de puteri  care au avut o hegemonie de necontestat asupra unor teritorii întinse, într-o epocă în care consemnările istorice nu au fost așa de multe sau în care descoperirea Lumii Noi nu avusese loc încă.Civilizatii precum Egiptul Antic, Babilonul,  Imperiul Persan,   imperiul efemer greco-macedonean a lui Alexandru Macedon și Imperiul Roman ar putea fi considerate niște  puteri timpurii, cel puțin pentru vremea în care înțelegerea a ceea ce era "lumea" era mult mai limitată decât în zilele noastre.

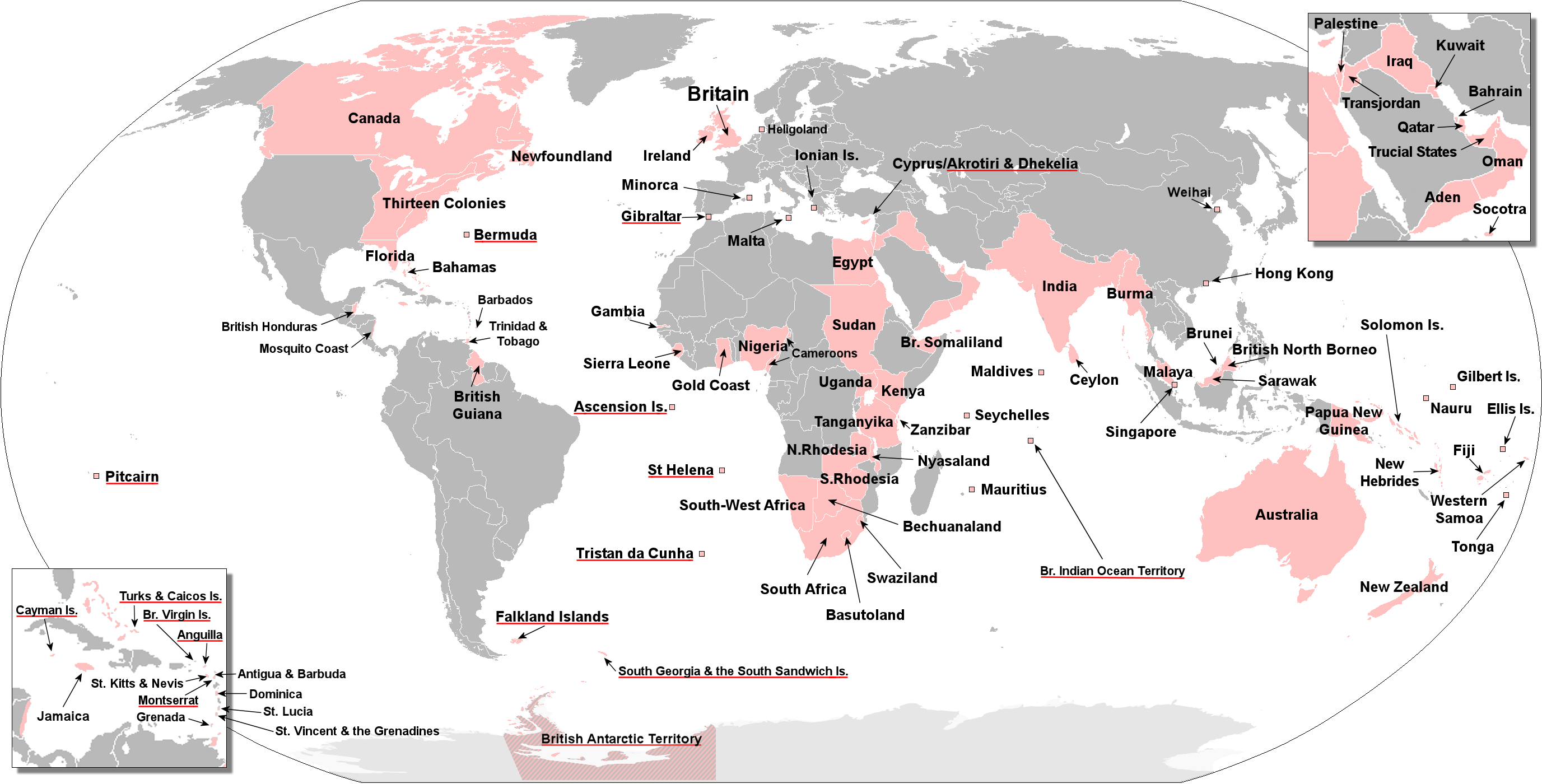
Imperiul Britanic

| 1815              | 1880              | 1914              | 1919              | 1939            | 1946          | 2000          |  |  |
| Austria           | Austro-Ungaria    | Austro-Ungaria    |                   |                 |               |               |  |  |
| Imperiul Britanic | Imperiul Britanic | Imperiul Britanic | Imperiul Britanic | Regatul Unit    | Regatul Unit  | Regatul Unit  |  |  |
|                   |                   |                   |                   |                 | China         | China         |  |  |
| Regatul Franței   | Franța            | Franța            | Franța            | Franța          | Franța        | Franța        |  |  |
| Prussia           | Germania          | Germania          |                   | Germania        |               | Germania      |  |  |
|                   | Italia            | Regatul Italiei   | Regatul Italiei   | Regatul Italiei |               |               |  |  |
|                   |                   | Japonia           | Japonia           | Japonia         |               | Japonia       |  |  |
| Rusia             | Rusia             | Rusia             |                   | URSS            | URSS          | Rusia         |  |  |
|                   |                   | Statele Unite     | Statele Unite     | Statele Unite   | Statele Unite | Statele Unite |  |  |

### Secolul al XIX-lea
Imperiul Britanic a fost prima tara   din istoria modernă care a îndeplinit criteriile de o superputere, deși în momentul de glorie acest termen nu a existat   .
Britanicii si-au  păstrat puterea  în cele două războaie ale lumii, dar în timpul Războiului Rece .

### Secolul al XX-lea
În această perioadă s-au ridicat   două blocuri opuse, conduse de către cele două superputeri:  URSS și SUA, care au concurat   fiecare pe planuri   militare, economice, politice sau sportive din motive ideologice.
URSS a reprezentat socialismul  și a condus Pactului de la Varșovia , cunoscut în Occident ca Blocul Estic.
SUA a reprezentat capitalismul și a fost o forță majoră în NATO, în timpul Războiului Rece.

#### Statele Unite ale Americii

Cele trei lumi
Prima lume: membrii NATO-(albastru inchis) si aliatii vestici (albastru deschis).
Lumea a doua: membrii Pactului de la Varsovia (rosu) si aliatii lor socialisti (roz).
Lumea a Treia: statele neutre (gri) si coloniile (verde).

SUA au fost pe timpul Războiului Rece în fruntea NATO, cunoscut și ca Blocul Occidental sau țarile dezvoltate. După încheierea Războiului Rece, SUA a rămas cea mai mare superputere, cu cea mai puternică economie, o țară care cheltuiește pentru armată mai mult decât 12 țări importante din punct de vedere militar(47% din totalul cheltuielilor militare la nivel mondial). Însă, datorită puterii economiei sale, SUA nu cheltuiește decât o mică parte din Produsul Național Brut pentru înarmare în comparație cu alte țări.

#### Uniunea Sovietică / Rusia

Harta Razboiului Rece-influentele celor doua superputeri

Uniunea Sovietică a fost rivalul SUA pe toată durata Războiului Rece. Uniunea Sovietică nu era doar o superputere rivală, dar era și un rival ideologic, apărător al ideologiei comuniste care se opunea capitalismului occidental. Uniunea Sovietică conducea Pactul de la Varșovia, cunoscut și sub numele de Blocul Răsăritean, sau țările în curs de dezvoltare.
Unii analiști susțin că Rusia a rămas o superputere și după încheierea Războiului Rece, iar influența sa economică în piața energetică rămâne un factor decisiv în economia mondială.  Arhivat în 22 noiembrie 2010, la Wayback Machine. 

##### SUA vs URSS
|            | Uniunea Sovietica | Statele Unite |
| ---------- | --- | --- |
| Politic    | Superputere comunista. Membru permanent in Consiliul de Securitate ONU.A avut-o pe China drept aliat principal pana in 1960. Legaturi stranse cu Europa centrala si rasariteana, miscari anti-coloniale, partide muncitoresti si tari din Africa, Sudul Asiei si America Latina care au promovat si aplicat ideologia socialista, mentinand legaturi stranse cu URSS. | Superputere capitalista federala/Republica Constitutionala.Membru Permanent in Consiulul de Securitate ONU.Aliati principali: Franta si Regatul Unit.Legaturi stranse cu Europa vestica, cu cateva tari din America Latina, statele membre Commonwealth si din Asia de Est. |
| Geografic  | Cea mai mare tara de pe glob: 22.27 milioane km² | Cea de-a patra tara ca marime, dupa URSS, Canada si China, cu o suprafata de 9,526,468 km² |
| Cultural   | Presa controlata si cenzurata.Propaganda, cultul personalitatii, promovarea unirii proletarilor din toata lumea impotriva societatii capitaliste "lacome" si "democratiei burgheze".Traditie bogata in literatura, muzica clasica si balet. | Mentinerea drepturilor constitutionale pentru libertatea expresiei si presa libera, desi au fost raportate cenzurari particulare in timpul razboiului din Vietnam si McCarthysmului.Influenta culturala bogata in muzica pop/rock, literatura, cinematografie, televiziune, arta culinara, arta si moda. |
| Militar    | A posedat cele mai mari forte armate din lume, fortele aeriene fiind pe locul 2 dupa fortele aeriene americane si a fost cea mai mare putere navala.A avut cele mai multe depozite cu arme nucleare.Fondatoare Pactului de la Varsovia cu satelitii din Europa centrala si estica.Agentie globala inteligenta sau retea inteligenta-GRU si servicii secrete ca KGB.Legaturi cu grupe paramilitare si trupe de gherila din lume.Productie larga in industria de armament cu distribuire globala.                                                                                                  | Cea mai mare putere militara, navala aeriana, defensiva si nucleara.Posesoare a multor baze construite in lume.Cel mai puternic aliat militar al NATO.Agentie inteligenta globala-CIA si servicii secrete-FBI.Legaturi stranse cu miscari paramilitare si trupe de gherila(chiar si cu gruparile numite "teroriste" in ziua de azi).Cea mai mare productie de armament de pe piata globala. |
| Economic   | PIB- 2.9 trilioane $ in 1990. A doua putere economica din lume.Detine minerale, resurse energetice, combustibili fosili, se baza foarte putin pe importuri si mai mult se concentra pe exporturi, desi a avut probleme cu agricultura.Teoria economica Marxista se baza pe productie: productia industriala era centralizata direct de organele statului, planul cincinal, economia planificata.Au existat si beneficii: Locuri de munca asigurate si tratament medical gratuit, invatamant gratuit pentru toti cetatenii.Stranse legaturi economice cu satelitii din Europa estica si centrala. | PIB- 5,2 trilioane de $ in 1990. Cea mai mare putere economica globala. Se baza pe Piata Libera, pe capitalism si pe teoria economica a cererii si ofertei; Industrializare in masa si modernizarea agriculturii.Volum larg de importuri si exporturi.Resurse mari de minerale, resurse energetice, metale si lemn.Standart de viata si nivelul de trai crescut cu accesibilitate la multe resurse fabricate.Casa multor corporatii globale.Dolarul american a fost moneda dominanta pe glob.Aliat cu statele G7.Si-a sprijinit aliatii economici cu programe ca Planul Marshall. |
| Demografic | Populatie: 286.7 milioane in 1989, a treia dupa China si India. | Populatie: 248.7 milioane in 1990, a patra putere demografica . |

## Superputeri in secolul XXI
Membrele permanente ale Consiliului de Securitate si semnatare ale tratatului de non-proliferare nucleara. Statele nucleare recunoscute : China, Franta, Rusia, Regatul Unit si SUA
     Puteri fără dreptul de veto in Consiliu: Germania si Japonia
     Brazilia
     China
     Uniunea Europeana
     India
     Rusia
     SUA
     Japonia

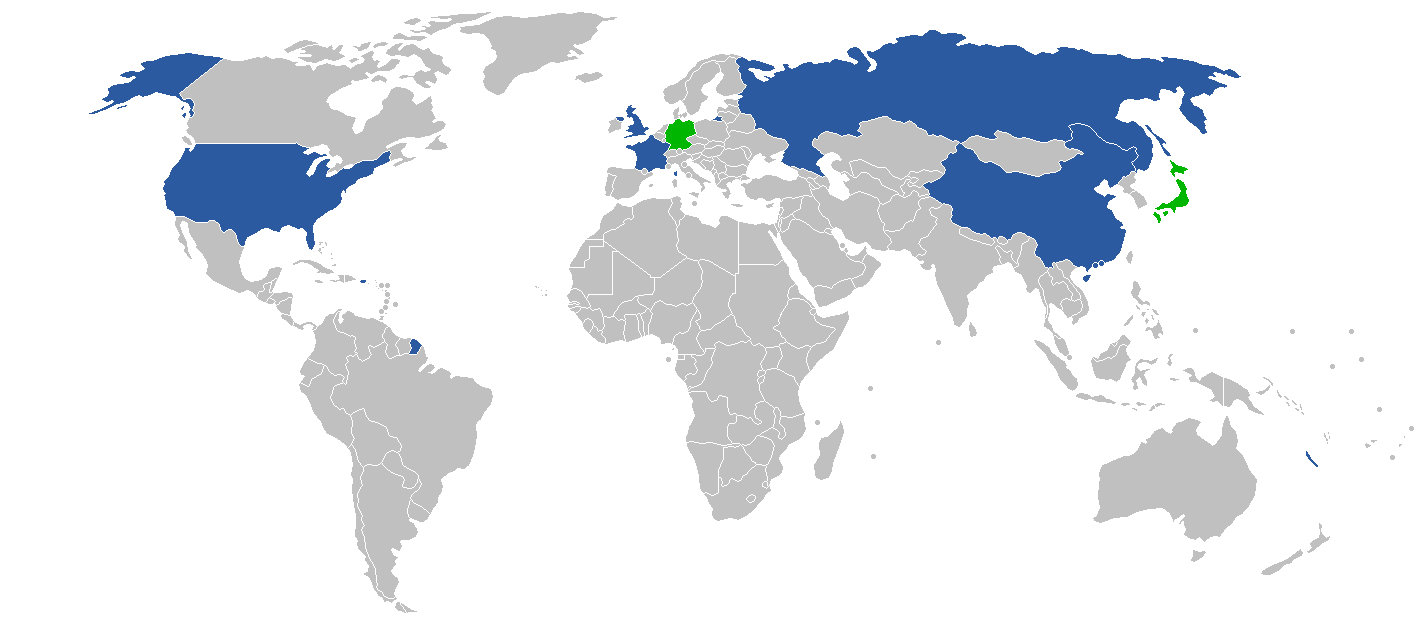
----
Membrele permanente ale Consiliului de Securitate si semnatare ale tratatului de non-proliferare nucleara. Statele nucleare recunoscute : China, Franta, Rusia, Regatul Unit si SUA
Puteri fără dreptul de veto in Consiliu: Germania si Japonia

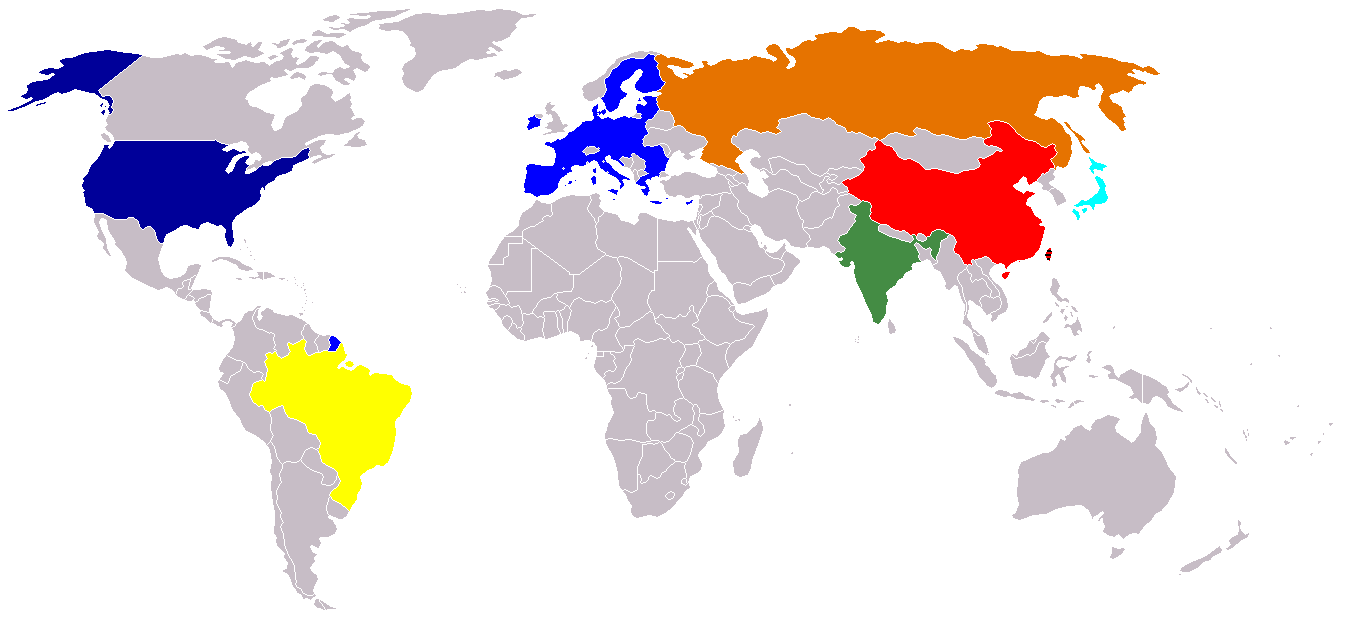

Dupa  destrămarea URSS și prăbușirea socialismului ,   lumea a devenit unipolarǎ.Cu toate că SUA își menține înca poziția de lider mondial, secolul XXI ar putea aduce noi superputeri:
- Brazilia - teritoriu mare, populație numeroasă, armata mare, economie dezvoltată; superputere agricolă si petrolieră
- China - populație numeroasă, economie cu o creștere rapidă, teritoriu mare, armata mare
- India - populație numeroasă (statul democratic cu cea mai mare populație), creștere rapidă a economiei, teritoriu mare
- Rusia - cu toate că URSS-ul s-a destrămat în 1991, Rusia rămâne o putere; creștere rapidă a economiei, superputere energetică, armată mare.
- Uniunea Europeana - populație numeroasă, economie dezvoltată, rata a inflației mică, calitate bună a vieții
- Japonia - populație numeroasă, economie si industrie  dezvoltată,  calitate bună a vieții.In anii 1980, unii comentatori au considerat Japonia  ca ar putea deveni o superputere in anul 2000, din cauza PIB-ul său mare și creșterii  economice ridicate in acel moment.   Cu toate acestea, economia Japoniei s-a prăbușit  în 1991, creând o lungă perioadă de criză economică.Din martie 2011, tara se confrunta cu probleme  in urma cutremurului si accidentului nuclear de la Fukushima.

|            | Statele Unite | Federatia Rusa |
| ---------- | --- | --- |
| Politic    | - SUA este o republică federală, cu un executiv puternic, condus de un presedinte . - americanii se mândresc puternic cu tradițiile democratice înrădăcinate ale țării - SUA alimenteaza 22% din buget pentru Organizația Națiunilor Unite - SUA au un loc permanent în Consiliul de Securitate, cu drept de veto - Poziția sa pe scena mondială se datorează sprijinului oferit aliațiilor obișnuiti: țările membre NATO, Australia , Noua Zeelandă , Israel , Japonia și Coreea de Sud . | - Rusia este o republică federală , condusa de un executiv puternic concentrat. Cu toate acestea, datorită poziției relativ slaba a Adunării Federale , precum și a numeroase cazuri de incalcari ale drepturilor omului, libertăților civile și libertății de exprimare, sistemul rusesc de guvernare este aspru criticat de opinia publica vestica . - Rusia are un loc permanent în Consiliul de Securitate al ONU cu drept de veto - Rusia pare să-și continue politica sa de rivalitate cu Occidentul - relații destul de tensionate cu țări precum Polonia și țările baltice , și, mai recent, cu Ucraina și Georgia , care si-au recâștigat pe deplin suveranitatea, fiind acuzate de Rusia pentru ca poartă semne ale "imperialismului" , cum ar fi santajul energetic prin deschiderea spre vest. - dispute teritoriale asupra Insulelor Kurile cu Japonia si cu Ucraina pe Crimeea . - cei mai apropiați aliați sunt dintre țările CSI: Belarus , Armenia , țările din Asia Centrală și Mongolia . - relații ambigue cu Iranul și Coreea de Nord . |
| Geografic  | Suprafata: 9,631,420 km ² - Relief foarte variat, pe teritoriul ei se gasesc resurse de combustibili fosili, metale si lemn si terenuri agricole | Suprafata: 17,075,400 km ² - In Rusia se gasesc numeroase resurse minerale si combustibili fosili si metale, resurse ce o fac sa fie o superputere energetica |
| Cultural   | - Cultura americana are un impact mare asupra lumii, mai ales în Occident. - Este tara cea mai diversificata rasial, cultural si etnic, fiind un model pentru globalizare . - SUA este locul de nastere al muzicii moderne. - Industria filmelor este extrem de dezvoltata-Hollywood - "Visul American" reprezentat prin cele mai importante simboluri: blugii și Coca-Cola . | - Cultural, Rusia este o civilizație distincta, o civilizația ortodoxă. - Literatura rusă, muzică clasică, teatru, inclusiv baletul au o reputație remarcabilă pe plan mondial . - În orasele rusesti din partea europeană sunt numeroase monumente valoroase de arhitectura si colecții de arta ale Rusiei |
| Militar    | - Bugetul militar american este unul dintre cele mai mari la nivel mondial - Detine cea mai avansata tehnologie militara din lume - Capabila să desfășoare operațiuni militare oriunde în lume. - Are baze militare situate în fiecare regiune a lumii, inclusiv în Germania, Japonia , Oceanul Pacific Oceanul Indian , Kuweit , în Islanda sau Guantanamo . - Detine arsenal nuclear si tehnologie spatiala | - Forte aeriene si navale puternice - cheltuieli crescute pentru modernizarea armatei. - Detine arsenal nuclear. - Tehnologia spațiala avansata. |
| Economic   | - PIB-13.79 miliarde $. - creștere economică relativ ridicata, in medie de 3% pe an în ultimii 20 de ani. - Statele Unite ale Americii au cel mai ridicat PIB pe cap de locuitor - Statele Unite ale Americii este sediul central pentru multe companii la nivel mondial și instituții financiare. - Companiile americane sunt cele mai active în diverse domenii și în multe industrii, cum ar fi: electronice , telecomunicații , tehnologia informației , explorarea spațiului, energie , nanotehnologie , biotehnologie , medicina , bioinformatica , genetica si chimie.Este țara cu una din principalele hambarele agricole și producătoare de alimente - America are un impact enorm asupra instituțiilor financiare internaționale, precum Fondul Monetar Internațional si Banca Mondială - Dolarul american este cea mai utilizata monedă din lume. | - Locul 9 in lume ca PIB. - Îmbunătățiri necontestate ale condițiilor de trai ale rușilor. - Dependenta mare fata de materiile prime strategice - 70% din veniturile de stat provin din exporturi - exporturile consta in produse de inginerie (în principal militară) - Impactul economic mare asupra țărilor din fosta Uniune Sovietică , iar acum CSI . - Membru BRICS |
| Demografic | Populatie:300 milioane de oameni | Populație :145 de milioane de oameni |

|            | Uniunea Europeana | China |
| ---------- | --- | --- |
| Politic    | - Uniunea Europeană este o uniune politico-economica de 28 de țări membre, care sunt mai conectate economic decât politic, în ciuda existenței Parlamentului European și a politicii externe comune. - Prin combinarea forțelor statelor UE au început să exercite mai multă influență asupra altor țări. Marea Britanie și Franța au loc permanent în Consiliul de Securitate al ONU cu drept de veto, precum și posibila înlocuire a reprezentării comune ce împiedică Constituția. | - China este oficial o țară socialistă, dar astăzi, Partidul Comunist din China s-a departat de marxism . - Parlamentul chinez este ales prin vot indirect de către adunările populare ale reprezentanților provincii;pr, regiuni autonome și orașe ale armatei. - Un guvern central puternic oferă o stabilitate mare a Parlamentului și Guvernului. - Prin combinarea cu numeroase organizații internaționale importante, China este în măsură să exercite o influență asupra politicii globale. - China este de asemenea membru permanent al Consiliului de Securitate al ONU cu drept de veto |
| Geografic  | - Suprafata totala cu includerea celor 27 state membre- aproximativ 4,100,000 km ² . - Datorită acordurilor, cum ar fi Schengen sau politica comună privind frontierele externe (cu câteva excepții), este un teritoriu compact și uniform, fără frontiere interne.Frontierele inca sunt controlate. | - China acoperă o suprafață de 9 596 960 km ²(locul 4 în lume). Cu excepția Rusiei Siberiene, este cea mai mare țară din Asia * Are acces larg la Oceanul Pacific . - În China se pot găsi toate tipurile de peisaje: zonele joase si zone muntoase din est la vest la deșerturi si zone umede. |
| Cultural   | - În ciuda dimensiunii sale mici și a numeroaselor războaie, statele europene au exercitat un impact imens și semnificativ asupra culturii lumii. Dovada clara a acestui lucru este ca detine cel mai mare si cel mai bogat patrimoniu cultural și istoric . - Europa este leagănul și mare centru al civilizației occidentale; este o comoară a artei și a valoroaselor monumente istorice . - Nu este lipsit de importanță pentru rolul global in colonialism , a cărui moștenire este natura multor țări europene, din America și Australia, precum și răspândirea limbilor de pe batranul continent. - Succesul Europei este adesea asociat cu marginalizare, și de multe ori cu anihilarea civilizațiilor non-europene. Europa de astăzi este încă o forță culturală mare: muzica , moda contemporana , arta culinara , film și sport etc. ce se bucură de popularitate , în special în Statele Unite și Orientul Îndepărtat . Dovada în acest sens este turismul , unde aproape 90% din traficul mondial provine din Europa.                                                                       | - Cultura chineză are o istorie de mii de ani și a avut un impact imens asupra lumii. - Medicina chineză antică sau astronomia sunt bazele științei moderne. - Lucrările lui Confucius nu sunt numai filosofice, ci si religioase si milioane de chinezi sunt calauziti de invataturile acestuia.. - Desi este adoptata, cultura chineză contemporană nu este în măsură să concureze cu cultura occidentală. - Desi este un stat ateu, are cel mai mare număr de adepți ai religiei budiste (deși greu de stabilit, numărul s-a aproximat la cca. 102 milioane. Instaurarea comunismului în China și Tibet a împiedicat dezvoltarea liberă a acestei religii prin închiderea mănăstirilor și abolirea oricăror forme de ceremonii religioase publice. |
| Militar    | - Cele mai multe țări din Comunitatea fac parte din NATO , dar politica de apărare este încă realizată la nivel personal pentru fiecare stat pentru ca UE sa devina o forță la nivel mondial . - Echipamentele și progresul tehnologic al armatei europene este oferit de Statele Unite, a căror prezență militară în vechiul continent este încă mare, și cel mai important element este umbrela nucleară (scuturile anti-racheta americane) - Franta si Marea Britanie-doua membre UE, detin arsenal nuclear | - Detine cea mai mare armata din lume( numara 2,3 milioane de militari activi si 1,2 milioane, in rezerva) - Are un buget militar foarte crescut. - Detine o mulțime de echipamente moderne, dar majoritatea sunt diferite tipuri de arme învechite sovietic , ceea ce face ca potentialul lor militar sa fie mai mic decât SUA. - Detine arsenal nuclear |
| Economic   | - Potential de formare a unei singure entitati economice - PIB: 13.5 trilioane dolari - bugetul cel mai mare din lume. - PIB-ul pe cap de locuitor este de aproape 30.000 dolari - Simbolul de integrare economică este moneda euro , care este cel mai mare și singurul rival real pentru dolarul american de facto. - Europa nu are c suficientă energie strategica,fiind nevoită să importe. - Condițiile favorabile pentru climă și condițiile de sol și de mecanizare face Europa una dintre principalele hambare ale lumii. - Agricultura europeană este puternic dependentă de subvenții , care reprezinta o povară asupra bugetului UE. - Companiile europene reprezintă toate domeniile posibile de producție. - Cel mai mare producător european de energie, masini, avioane, mașini și echipamente, electronice de larg consum, produse chimice industriale, combustibili, îngrășăminte și produse alimentare. - Băncile europene, companii de asigurări, companii aeriene, operatori de telecomunicații, comercianți și companiile de transport maritim sunt jucători de importanță globală. | - PIB-ul Chinei este de 3249 miliarde $. - Economia este una dintre cele mai dinamice si este in crestere cu peste 10% pe an. - China cuprinde cele mai multe organizații de afaceri. Mulți afaceristi investesc în China, fiind tara cu cele mai numeroase investiții, din cauza forței de muncă ieftine. - China rămâne, totuși, o țară ai cărei cetățeni trăiesc la un nivel de trai mult mai scazut decât europenii și americanii. - Membru BRICS |
| Demografic | - Populatia totala: 500 de milioane de locuitori din UE | - China are cea mai mare populație din lume(numărul de chinezi în țară este de aproximativ 1.3-1.4 miliarde - Se gasesc 55 de minorități etnice. |

|            | Brazilia | India |
| ---------- | --- | --- |
| Politic    | - Brazilia este o republică unională împărțit în 26 de state și un district federal. Constituția braziliană a fost adoptată în 1988. Șeful statului și șef al guvernului este ales prin vot universal pentru un mandat de patru ani.           | - India este stat independent din 1947 , iar din 1950 este republică. Are un rol mic pe scena internațională. |
| Geografic  | - Suprafața țării este de 8 511 965 km ² și este pe locul cinci în lume. - Accesul larg la Oceanul Atlantic. Linia de coastă este de 7 491 km.                                                                                                 | - India este a saptea țară în ceea ce privește suprafața (3 287 590 km 2 ) |
| Cultural   | - Mixeaza elemente ale culturii europene, africane si americane. - Carnavalul de la Rio de Janeiro este cel mai faimos si mai mare festival mondial. - Dansul național este samba adusă de sclavi din Angola care este foarte popular în lume. | - India este una dintre țările care produc cele mai multe filme pe an - Bollywood . - Religia predominanta este hinduismul (avand 900 de milioane de adepti) |
| Militar    | * Armata braziliana în comparație cu alte puteri este slaba, dar Brazilia are o relație bună cu multe dintre puterile militare. | - Armata din India este a doua cea mai mare armată din lume ce numara 2 milioane . - Armata este bine-instruita pentru operațiunile pe teren dificil. - Cu toate acestea, echipamentul militar este cea mai mare parte depășit. - Bugetul este de numai 26.5 miliarde $ . - Un mare plus este arsenalul nuclear într-un număr de 200 și 250 de focoase nucleare. - Armata are puțină experiență de luptă |
| Economic   | - PIB-ul țării este de 1 655 miliarde $. Datoria externa este în valoare de 175 de miliarde de dolari. - Societatea braziliana este slabă, astfel încât economia nu este un punct forte al acestei puteri. - Membru BRICS                      | - India este una dintre țările în curs de dezvoltare. În multe regiuni ale țării exista sărăcie mare. În plus, starea de infrastructură și energie este dramatică. - Conform estimarilor analistilor, India o va prinde din urmă pe China peste aproximativ 30 de ani la competitia pentru statutul de superputere mondiala - Membru BRICS                                                               |
| Demografic | * Populația statului este de 190 010 647 . - Are o rată foarte ridicată a natalității. | - Este tara pe locul 2 ca populatie (peste un miliard), avand o creștere rapida - Nivel foarte ridicat de analfabetism (în special în rândul femeilor) |

## Referinte
1. 1 2 3 4 5 6 7 8 9 10 11 12 13 14 15 16 17  Peter Howard, B.A., B.S., M.A., Ph.D. Assistant Professor, School of International Service, American University. (2008). „Great Powers”. Encarta. MSN. Arhivat din original la 19 august 2011. Accesat în 20 decembrie 2008.
2. 1 2 3 4 5  Fueter, Eduard (1922). World history, 1815–1920. United States of America: Harcourt, Brace and Company. pp. 25–28, 36–44. ISBN 1584770775.
3. 1 2 3 4 5  Danilovic, Vesna. "When the Stakes Are High—Deterrence and Conflict among Major Powers", University of Michigan Press (2002), p 27, p225-p228 (PDF chapter downloads) Arhivat în 30 august 2006, la Wayback Machine. (PDF copy).
4. 1 2 3 4 5  McCarthy, Justin (1880). A History of Our Own Times, from 1880 to the Diamond Jubilee. New York, United States of America: Harper & Brothers, Publishers. pp. 475–476.
5. 1 2 3 4 5 6 7 8  Dallin, David. The Rise of Russia in Asia.
6. 1 2 3 4 5  
MacMillan, Margaret (2003). Paris 1919. United States of America: Random House Trade. pp. 36, 306, 431. ISBN 0-375-76052-0.
7. 1 2 3 4 5 6 7  Harrison, M (2000) The Economics of World War II: Six Great Powers in International Comparison, Cambridge University Press.
8. 1 2 3 4 5 6 7 8 9 10  Louden, Robert (2007). "Great+power" The world we want. United States of America: Oxford University Press US. p. 187. ISBN 0195321375.
9. 1 2 3  The Superpowers: The United States, Britain and the Soviet Union – Their Responsibility for Peace (1944), written by William T.R. Fox
10. 1 2 3 4 5 6 7  "Great+power" Balance of Power. United States of America: State University of New York Press, 2005. 2005. pp. 59, 282. ISBN 0791464016. Accordingly, the great powers after the Cold War are Britain, China, France, Germany, Japan, Russia, and the United States p.59
11. 1 2 3  UW Press: Korea's Future and the Great Powers
12. ↑  „Yong Deng and Thomas G. Moore (2004) "China Views Globalization: Toward a New Great-Power Politics?" The Washington Quarterly” (PDF). Arhivat din original (PDF) la 24 august 2009. Accesat în 23 mai 2013.
13. ↑  Friedman, George (15 iunie 2008). „The Geopolitics of China” (PDF). Stratfor. Arhivat din original (PDF) la 8 ianuarie 2009. Accesat în 10 iulie 2008.
14. ↑  Kennedy, Paul (1987). The Rise and Fall of the Great Powers. United States of America: Random House. p. 204. ISBN 0-394-54674-1.
15. ↑  Best, Antony; Hanhimäki, Jussi; Maiolo, Joseph; Schulze, Kirsten (2008). International History of the Twentieth Century and Beyond. United States of America: Routledge. p. 9. ISBN 0415438969.
16. ↑  Wight, Martin (2002). Power Politics. United Kingdom: Continuum International Publishing Group. p. 46. ISBN 0826461743.
17. ↑  Waltz, Kenneth (1979). Theory of International Politics. United States of America: McGraw-Hill. p. 162. ISBN 0-07-554852-6.
18. ↑  Richard N. Haass, "Asia’s overlooked Great Power", Project Syndicate 20 aprilie 2007.
19. ↑  „Analyzing American Power in the Post-Cold War Era”. Arhivat din original la 26 mai 2019. Accesat în 28 februarie 2007.

## Legaturi externe
1. ↑  After the Statute of Westminster came into effect in 1931 the United Kingdom no longer represented the British Empire in world affairs.
2. ↑  "the prime minister of Canada (during the Treaty of Versailles) said that there were "only three major powers left in the world the United States, Britain and Japan" ... (but) The Great Powers could not be consistent. At the instance of Britain, Japan's ally, they gave Japan five delegates to the Peace Conference, just like themselves, but in the Supreme Council the Japanese were generally ignored or treated as something of a joke." from MacMillan, Margaret (2003). Paris 1919. United States of America: Random House Trade. p. 306. ISBN 0-375-76052-0.